# قرية الرياضيين كيمايوران
تقع قرية كيمايوران لرياضيين (الإندونيسية: Wisma Atlet Kemayoran) في مقاطعة كيمايوران، جاكرتا، إندونيسيا. تم تطوير الموقع كقرية للرياضيين في دورة الألعاب الآسيوية 2018 ودورة الألعاب الآسيوية الثالثة والمعروفة أيضًا باسم إندونيسيا 2018 التي عقدت في جاكرتا ، بنيت القرية بنيت على مساحة 10 هكتارات من الأراضي، كان في القرية 7424 شقة في 10 أبراج. ويتجاوز عدد الغرف في القرية 22,272 معايير اللجنة الأولمبية الدولية، التي تتطلب من مضيفي الألعاب الأولمبية توفير غرف لما لا يقل عن 14,000 رياضي.

## جائحة فيروس كورونا
وخلال جائحة فيروس كورونا في إندونيسيا 2020 ، حُولت 4 أبراج إلى مستشفى ميداني للطوارئ. في 18 مارس 2020، أعلنت وزارة المالية أنه سيتم تحويل قرية Kemayoran Athletes Village إلى مستشفى ميداني لمرضى فيروس كورونا (COVID-19) الذين تظهر عليهم أعراض خفيفة فقط بعد استشارة الأطباء. تم الانتهاء من التحويل رسميًا في 23 مارس. وبسعة 3000 سرير، فهي واحدة من أكبر مستشفى ميداني لوباء الفيروس التاجي 2019-20 في العالم، حيث أكبر بـ 3 مرات من مستشفى هوو شين شان أو أكبر بمرتين من مستشفى لي شين شان ، وكلاهما في ووهان.